# جنبش سوسیالیستی پان‌هلنی
جنبش سوسیالیستی پان‌هلنی (به یونانی: Πανελλήνιο Σοσιαλιστικό Κίνημα) (به انگلیسی: Panhellenic Socialist Movement) که بیشتر به صورت مخفف آن، به یونانی و به انگلیسی بنام (PASOK) با تلفظ «پاسوک» شناخته شده، یک حزب سیاسی سوسیالیسم دمکراتیک در یونان و یکی از نیروهای عمدهٔ انتخاباتی کشور در انتخابات سال‌های ۱۹۷۷ و ۲۰۱۲ بوده است.
پاسوک در تاریخ ۳ سپتامبر سال ۱۹۷۴ توسط آندرئاس پاپاندرئو به عنوان یک حزب سوسیالیست و چپ میانه ناسیونالیست دموکرات تأسیس شد. در نتیجهٔ انتخابات مجلس سال ۱۹۸۱، این حزب برای اولین بار از جناح چپ حزبی یونان دارای اکثریت در مجلس یونان شد.
با آن‌که پاسوک به صورت یکی از دو حزب اصلی در صحنهٔ سیاست‌های یونان درآمده بود، این حزب بسیاری از حمایت‌های مردمی خود را در نتیجهٔ بالا گرفتن بحران بدهی‌های یونان از دست داد. این بحران زمانی آغاز شد که پاسوک؛ حزب حاکم با رهبری گئورگیوس پاپاندرئو به عنوان نخست وزیر، بر سر کار بود و او خود مسئول مذاکرهٔ نخستین بستهٔ کمک مالی به یونان با تروئیکای اروپا بود. این حزب بخش به نسبت کوچکی از دو دولت‌های ائتلافی سال‌های ۲۰۱۱–۲۰۱۵ بود که در آن دوره‌ها اقدامات بی سابقهٔ ریاضت اقتصادی در پاسخ به بحران بدهی‌های یونان برای این کشور در نظر گرفته شد بود. در مجلس یونان، پاسوک از بزرگترین حزب با ۱۶۰ کرسی (۴۳٫۹۲٪ از آرای مردمی) در انتخابات سال ۲۰۰۹ به کوچکترین حزب با در اختیار داشتن تنها ۱۳ کرسی (۴٫۷ درصد از آرای مردمی) در انتخابات ژانویه ۲۰۱۵، تبدیل شده بود که بعد دوباره این سهم، با توجه به اتحاد با  DIMAR ، حزب سوسیالیست چپ به ۱۷ کرسی (۶٫۳٪ از آرای مردمی) در انتخابات سپتامبر ۲۰۱۵ افزایش یافت.